# Kleine buidelmol
De kleine buidelmol of kakarratul (Notoryctes caurinus) is een buidelmol die voorkomt in zandgebieden langs de noordkust van West-Australië.

## Beschrijving
Deze soort is lange tijd tot de gewone buidelmol (N. typhlops) gerekend, maar aangezien de vegetatie en bodem en het klimaat van de West-Australische kust sterk verschilt van de situatie in de binnenlanden waar de gewone buidelmol voorkomt, is het waarschijnlijk dat de kleine buidelmol een aparte soort is. 
Deze soort ter grootte van een handpalm weegt 35 tot 60 g en heeft zijdezachte, goudkleurige haren, een stompe staart en geen ogen. De lichaamstemperatuur bedraagt 22 tot 31°C. Ze eten insecten, larven en poppen. 
Deze soort leeft zowat bijna permanent onder de grond in de zandduinen van woestijnen waar permanente tunnels niet mogelijk zijn. Terwijl de kleine buidelmol zich voortbeweegt - navigerend met zijn neus - wordt de tunnel achter het diertje snel weer gevuld met zand.
Vossen behoren tot hun natuurlijke vijanden.
Kleine buidelmol (N. caurinus) · Gewone buidelmol (N. typhlops)